# Carl Borchard
Carl Borchard (* 27. August 2007) ist ein deutscher Volleyballspieler.

## Karriere
Borchard begann seine Karriere 2021 mit dem SC Charlottenburg in der Kreisliga. In der Saison 2022/23 spielte er mit dem Berliner TSC in der Bezirksliga. Von 2023 bis 2025 trat er mit dem TSC in der Regionalliga Nordost an. Parallel dazu spielte der Außenangreifer mit der zweiten Mannschaft des VC Olympia Berlin in der Dritten Liga Nord. 2025 wurde Borchard vom Erstligisten Netzhoppers Königs Wusterhausen verpflichtet.